# Louis Baretta

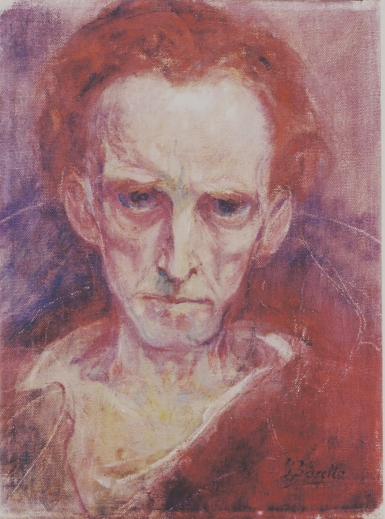
Ohne Titel

Louis Baretta (* 26. September 1866 in Schaerbeek; † 5. März 1928 ebenda) war ein belgischer Porträtmaler des Symbolismus.
Baretta war der Sohn eines Goldschmieds. Er studierte an der Académie royale des Beaux-Arts de Bruxelles bei Jean-François Portaels. Später besuchte er die Malschule „L’Art Flamand“, wo er sich unter dem Einfluss von Félicien Rops als Zeichner und Radierer entwickelte.
1885 wurde er Mitbegründer des Kunstkreises „Voorwaarts“. Er zählt zu der großen Generation belgischer Symbolisten, darunter James Ensor und Fernand Khnopff, mit denen er auch befreundet war.
Um 1900 arbeitete Baretta kurz als Lehrer in Schaerbeek. Nach einem Konflikt wurde er entlassen und zog sich in sein Dachgeschossstudio in Brüssel zurück. Dort führte er körperlich behindert und geistig instabil, ein zurückgezogenes Leben. Baretta war ein  Anhänger des Marxismus, wechselte aber bald unter dem Einfluss von Léon Bloy zu einem mystischen christlichen Glauben mit demselben Idealismus. Aus tiefem Glauben heraus schuf er religiöse, visionäre symbolistische Szenen. Er machte auch viele Selbstporträts und identifizierte sich oft mit der gequälten Christusfigur.
Baretta bewunderte (und porträtierte) Emile Verhaeren, Charles Baudelaire, Léon Bloy und auch Ludwig van Beethoven. Er sah sich als Genie, als Märtyrer, und betrachtete Gott als den einzigen, der seine Arbeit beurteilen durfte. Schließlich zerstörte er einen Großteil seines Schaffens, von dem nur ein Zehntel erhalten blieb. Er nahm nur an zwei Ausstellungen teil: 1914 im „Frühlingssalon“ und 1925 in der Galerie Giroux, beide in Brüssel.
Nach seinem Tod im Jahr 1928 überließ Baretta seinem Schüler Joseph Vuylsteke etwa 40 Werke, der bis zu seinem Tod im Jahr 1962 ein Baretta-Museum in Veurne offen hielt. In der Folge landete ein Großteil seiner Werke buchstäblich im Staub. Baretta geriet jahrzehntelang in relative Vergessenheit, bis TV-Brüssel ihm 2010 einen Dokumentarfilm widmete. Im selben Jahr veröffentlichte Ghislain Potvlieghe eine umfangreiche Biographie von Baretta. Im Herbst 2011 fand im Stadt- und Landhaus in Veurne eine umfangreiche Ausstellung seiner Arbeiten statt.